# Coupe du monde de rugby à XV 2019
Navigation
Coupe du monde 2015 Coupe du monde 2023
La Coupe du monde de rugby à XV 2019 masculine a lieu au Japon, du 20 septembre au 2 novembre 2019. Il s'agit de la neuvième édition de cette compétition disputée tous les quatre ans depuis 1987, et la première organisée en Asie. Elle est remportée par l'Afrique du Sud qui bat l'Angleterre 32 à 12 en finale le 2 novembre à Yokohama et s'adjuge le titre pour la troisième fois après 1995 et 2007, rejoignant au palmarès la Nouvelle-Zélande, l'autre équipe triple championne du monde.
Cette édition n'est disputée que par des équipes masculines ayant déjà participé à cette compétition. Pour la première fois dans l'histoire de la Coupe du monde, la Roumanie est absente, elle est aussi l'unique sélection de la Coupe du monde de 2015 à ne pas être présente, la Russie étant la seule à faire son retour. Comme pour les autres éditions, l'Asie n'est représentée que par une seule équipe, l'organisation du tournoi sur le continent n'ayant pas changé cet état de fait. Il s'agit également de la sixième édition d'affilée disputée par les mêmes équipes représentantes de l'Afrique : l'Afrique du Sud et la Namibie.
La compétition débute le 20 septembre 2019 par une confrontation, inédite en Coupe du monde, entre le Japon, pays hôte, et la Russie. Elle est marquée par la qualification historique de l'équipe du Japon en quarts de finale, après avoir remporté les quatre matches de sa poule dont deux victoires, elles aussi historiques, face à l’Écosse et l'Irlande.
C'est à l'occasion de cette édition que, pour la première fois dans l'histoire de la Coupe du monde, des matches sont annulés pour raisons climatiques.
Le Japon parvient pour la première fois de son histoire en quarts de finale de la Coupe du monde en compagnie de sept équipes habituées à jouer à ce stade de la compétition : Australie, Nouvelle-Zélande, Afrique du Sud, Irlande, Angleterre, pays de Galles et France.
La Coupe du monde 2019 est marquée par l'élimination des All Blacks par l'Angleterre 19 à 7 lors des demi-finales. En finale, l'Angleterre est battue par l'Afrique du Sud, qui marque deux essais (32-12). Le trophée est soulevé par Siya Kolisi, le premier capitaine noir des Springboks. La Nouvelle-Zélande prend la troisième place en battant le pays de Galles 40-17 dans la « petite finale ».
C'est la première fois qu'une équipe deuxième de poule remporte la compétition, les vainqueurs avaient jusqu'à présent gagné tous leurs matches. Cette édition est aussi marquée par une plus grande sévérité des arbitres (huit cartons rouges distribués sur l'ensemble de la compétition contre un seul en 2015) concernant les gestes dangereux.

## Préparation de l'événement

### Candidatures
Le pays organisateur est annoncé le 29 juillet 2009, en même temps que l'attribution de la Coupe du monde de rugby à XV 2015 à l'Angleterre. Le Japon, pays qui atteste en 2019 d'une présence de plus de 150 ans du sport dans le pays, est ainsi désigné par l'IRB, de préférence à l'Italie et à l'Afrique du Sud.
En 2019, l'Afrique n'aura pas accueilli la Coupe du monde depuis 24 ans (1995 en Afrique du Sud), l'Europe depuis 4 ans (2015 en Angleterre) et l'Océanie depuis 8 ans (2011 en Nouvelle-Zélande). C'est la première fois que la compétition a lieu en Asie. Le Japon s'est auparavant porté candidat pour l'organisation des deux tournois précédents. Le continent américain n'a lui, toujours pas accueilli la Coupe du monde.

### Villes et stades
| \| Stade de Kumamoto Stade d'Oita Fukuoka Hakatanomori Stadium Stade de Tokyo Stade international de Yokohama Stade Ecopa de Shizuoka Hanazono Rugby Stadium Stade de Toyota Dôme de Sapporo Stade du parc Misaki Kumagaya Rugby Stadium Kamaishi Recovery Memorial Stadium \| Localisation des stades de la Coupe du monde 2019 de rugby à XV. |
| Stade de Kumamoto Stade d'Oita Fukuoka Hakatanomori Stadium Stade de Tokyo Stade international de Yokohama Stade Ecopa de Shizuoka Hanazono Rugby Stadium Stade de Toyota Dôme de Sapporo Stade du parc Misaki Kumagaya Rugby Stadium Kamaishi Recovery Memorial Stadium                                                                        |

| Stade de Kumamoto Stade d'Oita Fukuoka Hakatanomori Stadium Stade de Tokyo Stade international de Yokohama Stade Ecopa de Shizuoka Hanazono Rugby Stadium Stade de Toyota Dôme de Sapporo Stade du parc Misaki Kumagaya Rugby Stadium Kamaishi Recovery Memorial Stadium |

Initialement, le Nouveau stade olympique national devait accueillir plusieurs matches de la compétition. Le projet architectural ayant suscité la controverse, il est repris à zéro à l'été 2015, avec un délai de livraison repoussé, ne lui permettant pas d'être prêt pour la coupe du monde.

### Identité graphique
La charte graphique de l’événement est créée par l’agence Futurebrand, également à l’origine du logo de World Rugby. Le logo de la Coupe reprend d’ailleurs le logo de World Rugby, en lui adjoignant une version épurée du Mont Fuji et du soleil levant, emblème du Japon.
Les billets reprennent le logo et représentent des joueurs dans le style traditionnel du musha-e (en), un type d’impression représentant des guerriers au combat. L’encart central reprend les Iris à Yatsuhashi d’Ogata Korin.

Logo de World Rugby.
Logo de la Coupe du monde.
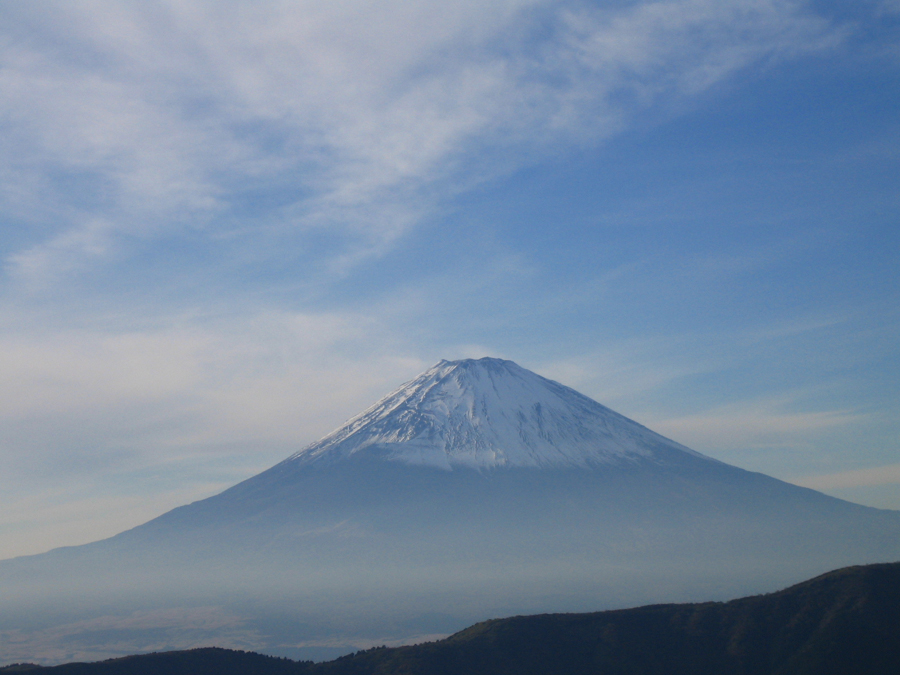
Le Mont Fuji.
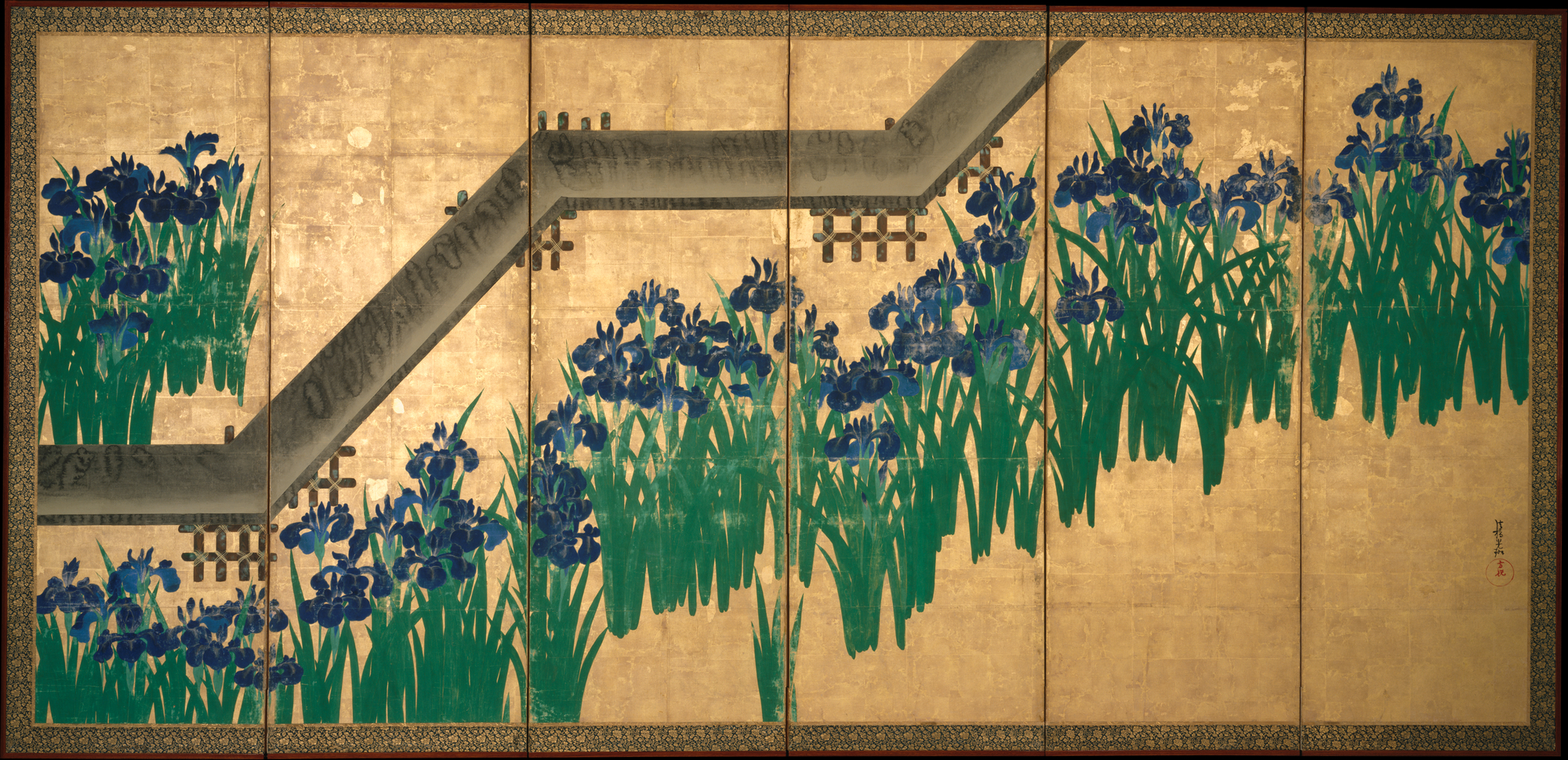
Les Iris à Yatsuhashi.

## Qualifications
Le Japon est qualifié en qualité de pays organisateur. Les équipes classées aux trois premières places de leur groupe lors de la Coupe du monde 2015 sont directement qualifiées.
| Carte                                                              | Amérique du Nord, Antilles, Caraïbes (Rugby Americas North)                                                                | Europe (Rugby Europe) | Asie (Asia Rugby) |
| ------------------------------------------------------------------ | --- | --- | ----------------- |
|                                                                    | - États-Unis (8e phase finale) (q) - Canada (q)                                                                            | - Angleterre - Écosse - France - Pays de Galles - Géorgie (5e phase finale) - Irlande - Italie - Russie (2e phase finale) (q) | - Japon PO        |
| Amérique du Sud (Sudamérica Rugby)                                 | Océanie (Oceania Rugby) | - Angleterre - Écosse - France - Pays de Galles - Géorgie (5e phase finale) - Irlande - Italie - Russie (2e phase finale) (q) |                   |
| - Argentine - Uruguay (4e phase finale) (q)                        | - Australie - Nouvelle-Zélande T - Fidji (8e phase finale) (q) - Tonga (8e phase finale) (q) - Samoa (8e phase finale) (q) | - Angleterre - Écosse - France - Pays de Galles - Géorgie (5e phase finale) - Irlande - Italie - Russie (2e phase finale) (q) |                   |
| Afrique (Rugby Afrique)                                            | - Australie - Nouvelle-Zélande T - Fidji (8e phase finale) (q) - Tonga (8e phase finale) (q) - Samoa (8e phase finale) (q) | - Angleterre - Écosse - France - Pays de Galles - Géorgie (5e phase finale) - Irlande - Italie - Russie (2e phase finale) (q) |                   |
| - Afrique du Sud (7e phase finale) - Namibie (6e phase finale) (q) | - Australie - Nouvelle-Zélande T - Fidji (8e phase finale) (q) - Tonga (8e phase finale) (q) - Samoa (8e phase finale) (q) | - Angleterre - Écosse - France - Pays de Galles - Géorgie (5e phase finale) - Irlande - Italie - Russie (2e phase finale) (q) |                   |

La Roumanie, après s'être qualifiée pour la zone Europe 1 le 18 mars 2018 en finissant première du groupe, s'est vue disqualifiée le 15 mai 2018 par les instances de World Rugby pour avoir aligné des joueurs non éligibles au processus de qualification (la Russie se substituant à cette dernière),. C'est la première fois depuis que la Coupe du monde de rugby à XV existe que la Roumanie ne participe pas à une phase finale de ce tournoi.
Le Canada est la dernière nation à s'être qualifiée, après avoir pris part, en novembre 2018, à un tournoi de repêchage en terrain neutre — à Marseille, en France — de type toutes rondes, l'opposant à l'Allemagne, à Hong Kong et au Kenya.

## Acteurs de la Coupe du monde

### Arbitres
La liste est révélée par World Rugby au mois de mai 2019.
Liste des douze arbitres choisis:
| Rugby Europe                                                                                                | Oceania Rugby                                              | Rugby Afrique |
| --- | ---------------------------------------------------------- | ------------- |
| - Wayne Barnes - Jérôme Garcès - Pascal Gaüzère - Nigel Owens - Luke Pearce - Romain Poite - Mathieu Raynal | - Nic Berry - Angus Gardner - Ben O'Keeffe - Paul Williams | - Jaco Peyper |

## Phase finale

### Règlement
Au premier tour les équipes sont réparties dans 4 poules de 5 équipes. Le format est celui d'un mini-championnat : dans chaque poule chaque équipe joue un match contre toutes les autres équipes de la poule et se voit attribuer un certain nombre de points en fonction de l'issue du match.
Les tours suivants sont à élimination directe.

#### Attribution des points
- Victoire ou forfait de l’équipe adverse : 4 points ;
- Match nul ou match annulé : 2 points ;
- Défaite ou forfait : 0 point.

De plus, des points bonus peuvent être attribués comme suit :
- Bonus offensif (1 point) : au moins 4 essais marqués (quelle que soit l'issue du match) ;
- Bonus défensif (1 point) : défaite avec un écart maximum de 7 points.

Une équipe défaite peut cumuler les deux types de bonus lors d'un même match.

#### Règles de classement
Les équipes sont ensuite classées dans leur poule selon les critères suivants (dans l'ordre):
1. le plus grand nombre de points marqués à l'issue de tous les matches de poule ;
2. en cas d'égalité de points, le vainqueur du match ayant opposé les équipes concernées ;
3. la meilleure différence de points terrain, marqués et concédés lors de tous les matches disputés au sein de la poule ;
4. la meilleure différence entre les essais marqués et concédés lors de tous les matches de poule ;
5. l'équipe ayant marqué le plus grand nombre de points terrain lors de tous les matches de poule ;
6. l'équipe ayant marqué le plus grand nombre d'essais lors de tous les matches de poule.

Si, après tous ces critères, l'égalité subsiste, le vainqueur est l’équipe classée en meilleure position au Classement mondial de World Rugby à la date du 14 octobre 2019.
En cas d'égalité à trois ou plus, on détermine le premier grâce aux critères ci-dessus, puis on reprend au début pour déterminer le deuxième.
Les deux premiers de chaque poule accèdent à la phase à élimination directe, le premier d'une poule rencontrant le deuxième de la poule voisine (A vs B et C vs D). Premier et deuxième d'une même poule ne peuvent s'affronter à nouveau avant la finale ou le match pour la troisième place,.

#### Matches nuls lors de la phase à élimination directe
En cas de nul à l’issue du temps réglementaire, il se joue deux prolongations de dix minutes.
En cas de nul à l’issue de ces deux prolongations, il y a deux autres prolongations à « mort subite » de dix minutes.
En cas de nul à l’issue de ces deux prolongations à « mort subite », il se tient une séance de tirs au but afin de déterminer le vainqueur.

### Calendrier
Le calendrier s'étend du vendredi 20 septembre au samedi 2 novembre :
| Phase de poule | V 20 | S 21 | D 22 | L 23 | M 24 | M 25 | J 26 | V 27 | S 28 | D 29 | L 30 | M 1  | M 2  | J 3  | V 4  | S 5  | D 6  | L 7  | M 8 | M 9 | J 10 | V 11 | S 12 | D 13 |
| -------------- | ---- | ---- | ---- | ---- | ---- | ---- | ---- | ---- | ---- | ---- | ---- | ---- | ---- | ---- | ---- | ---- | ---- | ---- | --- | --- | ---- | ---- | ---- | ---- |
| Cérémonies     | O    |      |      |      |      |      |      |      |      |      |      |      |      |      |      |      |      |      |     |     |      |      |      |      |
| Poule A        | 1    |      | 1    |      | 1    |      |      |      | 1    |      | 1    |      |      | 1    |      | 1    |      |      |     | 1   |      |      | 1    | 1    |
| Poule B        |      | 1    | 1    |      |      |      | 1    |      | 1    |      |      |      | 1    |      | 1    |      | 1    |      | 1   |     |      |      | 1    | 1    |
| Poule C        |      | 1    | 1    |      |      |      | 1    |      | 1    |      |      |      | 1    |      |      | 1    | 1    |      |     | 1   |      |      | 1    | 1    |
| Poule D        |      | 1    |      | 1    |      | 1    |      |      |      | 2    |      |      |      | 1    |      | 1    |      |      |     | 1   |      | 1    |      | 1    |
| Phase finale   | L 14 | M 15 | M 16 | J 17 | V 18 | S 19 | D 20 | L 21 | M 22 | M 23 | J 24 | V 25 | S 26 | D 27 | L 28 | M 29 | M 30 | J 31 | V 1 | S 2 |      |      |      |      |
| Cérémonies     |      |      |      |      |      |      |      |      |      |      |      |      |      |      |      |      |      |      |     | F   |      |      |      |      |
| Phase finale   |      |      |      |      |      | 2    | 2    |      |      |      |      |      | 1    | 1    |      |      |      |      | 1   | 1   |      |      |      |      |

| Légende |                  |
|         | Cérémonies       |
|         | Matches de poule |
|         | Phase finale     |
|         | 3e place         |
|         | Finale           |

### Premier tour

#### Tirage au sort
Le tirage au sort a lieu le 10 mai 2017 à Kyoto.
- Chapeau 1 :  Nouvelle-Zélande,  Angleterre,  Australie,  Irlande
- Chapeau 2 :  Écosse,  France,  Afrique du Sud,  Pays de Galles
- Chapeau 3 :  Argentine,  Japon,  Géorgie,  Italie
- Chapeau 4 :  États-Unis,  Namibie,  Russie,  Fidji
- Chapeau 5 :  Uruguay,  Tonga,  Samoa,  Canada

Le tirage au sort des poules donne les compositions suivantes :
| Poule A - Irlande - Écosse - Japon - Russie - Samoa | Poule B - Nouvelle-Zélande - Afrique du Sud - Italie - Namibie - Canada | Poule C - Angleterre - France - Argentine - États-Unis - Tonga | Poule D - Australie - Pays de Galles - Géorgie - Fidji - Uruguay |

#### Légende des classements
|  | Qualifié pour les quarts de finale et directement pour la Coupe du monde 2023                    |
|  | Éliminé de la compétition mais qualifié directement pour la Coupe du monde 2023                  |
|  | Éliminé de la compétition, participation aux qualifications requise pour la Coupe du monde 2023. |

#### Poule A
La poule est constituée de l'Irlande, première nation au classement mondial en date du 20 septembre, de l'Écosse, et du pays hôte, le Japon et complétée par les Samoa et la Russie.
Le match inaugural de la Coupe du monde, Japon-Russie, finit par une victoire des Japonais 30 à 10 avec le point de bonus offensif, malgré l'essai précoce des Russes. De son côté, l'Irlande domine facilement l’Écosse 27 à 3 pour son entrée dans le tournoi. Pour leur entrée dans la compétition, les Samoa sont bousculés par des Russes surprenants, qui mènent 6 à 5 à la mi-temps mais les Océaniens battent les Ours 34 à 9 et empochent le point de bonus offensif.
Le véritable exploit de la Coupe du monde est celui de l'équipe du Japon venue à bout, pour la première fois de son histoire, de l'Irlande sur la marque de 19 à 12. Le Japon fait alors un grand pas vers la qualification en quart de finale avant ses deux derniers matches contre les Samoa et contre l'Écosse.
Ces deux mêmes nations s'affrontent deux jours plus tard dans un match qui voit l'équipe des Samoa commettre de trop nombreuses fautes pour construire son jeu et se faire totalement dominer par l'équipe écossaise (34-0). Pour la première fois en coupe du monde, les Samoa perdent un match sans marquer le moindre point, en plus d'être la première nation à ne marquer aucun point lors d'une rencontre durant cette coupe du monde, tandis que l'Écosse garde ses chances de qualification.
Malgré une défense honorable, la Russie est logiquement dominée par l'Irlande (35-0) et devient la première équipe officiellement éliminée. Le Japon, quant à lui, sait que les deux prochains matchs sont capitaux et qu'une défaite pourrait lui coûter sa qualification, malgré trois victoires potentiellement obtenues. C'est en effet ce qui s'était passé en 2015, où, malgré son incroyable performance contre les Sud-Africains, le Japon avait été éliminé dès le premier tour au bénéfice des Springboks et de l'Écosse. Aussi, c'est un Japon conquérant, qui cherche à capitaliser un maximum de points qui se présente face aux Samoa. Les Brave Blossoms obtiennent le point de bonus offensif à la 85e minute par un essai de leur ailier vedette Matsushima, et s'imposent assez largement, 38-19. Si le Japon à ce stade n'est plus très loin des qualifications assurées pour les quarts de finale, les Samoa, quant à eux, voient avec cette défaite s'évanouir tout espoir de qualification possible. De son côté, l’Écosse compte se qualifier pour les quarts de finale ; quoiqu'alignant une équipe B, elle surpasse la Russie 61 à 0. L’Écosse est la troisième équipe à passer la barre des 60 points après les Néo-Zélandais et les Sud-Africains. Cette victoire rapproche l’Écosse du duo de tête et elle jouera un véritable huitième de finale lors de son dernier match contre le pays hôte, le Japon. Ce match qualifiera probablement le vainqueur et éliminera possiblement le perdant (les éventuels points bonus pouvant infirmer cette possibilité), en attendant le dernier match de l'Irlande face aux Samoa. Enfin, la Russie achève sa compétition sans gagner le moindre match, en encaissant 160 points et en ne marquant qu'un seul essai, qui fut d'ailleurs le tout premier de cette compétition.
En raison du typhon Hagibis, les deux dernières rencontres du groupe prévues les samedi 12 (Irlande-Samoa) et dimanche 13 octobre (Japon-Écosse) sont menacées. Même si le phénomène climatique devrait être passé l'organisateur se réserve la possibilité d'annuler les matchs en cas de dégâts sur les installations. En cas d'annulation de Japon-Écosse, l’Écosse serait éliminée de la compétition sans même pouvoir tenter sa chance face au Japon, qui finirait premier du groupe suivi de l’Irlande. Si cette annulation est prononcée, l’Écosse menace de poursuivre World Rugby  en justice.
La rencontre entre l'Irlande et les Samoa est jouée. Les Irlandais, bien que réduits à 14 après une demi-heure de jeu, l'emportent aisément avec le bonus offensif (47-5). Cette victoire qualifie officiellement l'Irlande pour les quarts de finale et lui assure provisoirement, avant Japon-Écosse, la première place de la poule.
Le match entre le Japon et l'Écosse fait office de véritable huitième de finale. Le Japon l'emporte 28-21 et accède ainsi aux quarts de finale.
- Avec cette victoire, le Japon arrive en tête de la poule et se qualifie pour la première fois en quart de finale - une première également pour une équipe asiatique.
- Le Japon est devenu le premier pays du groupe 2 du Classement World Rugby des équipes nationales de rugby à XV depuis les Fidji en 2007, et le quatrième pays du groupe 2 à se qualifier pour les quarts de finale.
- Le Japon est le premier pays du groupe 2 à avoir dominé sa poule et à remporter tous ses matchs.
- C'est la première fois qu'un pays du groupe 2 bat deux pays du groupe 1 en une seule campagne de Coupe du monde.
- C'est la première victoire du Japon sur l'Écosse.

| Rang | Pays    | J | V | N | D | Bo | Bd | Pm  | Pe  | Diff | Pts |
| ---- | ------- | - | - | - | - | -- | -- | --- | --- | ---- | --- |
| 1    | Japon   | 4 | 4 | 0 | 0 | 3  | 0  | 115 | 62  | +53  | 19  |
| 2    | Irlande | 4 | 3 | 0 | 1 | 3  | 1  | 121 | 27  | +94  | 16  |
| 3    | Écosse  | 4 | 2 | 0 | 2 | 2  | 1  | 119 | 55  | +64  | 11  |
| 4    | Samoa   | 4 | 1 | 0 | 3 | 1  | 0  | 58  | 128 | -70  | 5   |
| 5    | Russie  | 4 | 0 | 0 | 4 | 0  | 0  | 19  | 160 | -141 | 0   |

#### Poule B
La poule est constituée du double tenant du titre, la Nouvelle-Zélande, de l'Afrique du Sud et de l'Italie complétée par la Namibie et le Canada.
Le premier match de la poule B est le choc entre la Nouvelle-Zélande et l'Afrique du Sud. De très haute intensité, ce match voit la victoire des Néo-Zélandais 23-13 malgré la vaillance des Sud-Africains. Dans le second match de cette première journée, l'Italie dispose facilement de la Namibie 47-22 avec le bonus offensif. Cette même Italie enchaîne et assure très probablement sa troisième place face au Canada en s'imposant largement 48-7. Première de son groupe, l'Italie doit désormais s'attaquer aux deux monstres de son groupe : l'Afrique du Sud et la Nouvelle-Zélande. De son côté, l'Afrique du Sud déroule contre la Namibie, et s'impose très largement 57-3, tandis que la Nouvelle-Zélande pulvérise les Canadiens 63-0.
Malgré un début de partie engagée, les Italiens sombrent face aux « Boks » sur le score de 49-3. De nombreuses fautes de main et maladresses leur sont également fatales. Ils ne peuvent plus compter que sur un éventuel succès contre les « All Blacks » (en tenant compte des points de bonus) pour se qualifier, mais sont (sauf cas purement mathématique improbable) assurés d'une troisième place directement qualificative pour la prochaine Coupe du monde. La confrontation entre la Nouvelle-Zélande et la Namibie laisse craindre un nouveau record battu en matière de score élevé, il n'en sera rien, bien que les « All Blacks » s'imposent très largement 71-9, éliminant la jeune nation africaine (même si les Namibiens « ont mené au score les premiers… pendant trois minutes ») et reléguant ainsi l'Italie à la troisième place du groupe.
C'est le match Afrique du Sud - Canada qui ouvre ensuite la dernière semaine des matches de poule. Pour les Sud-Africains, il s'agit de leur dernier match en phase de groupes et une victoire avec le bonus offensif leur assurerait une qualification automatique pour les quarts de finales, faisant de ces derniers la troisième nation officiellement qualifiée pour la suite du tournoi, tandis que les Canadiens jouent leur troisième match de groupe et une défaite verrait ces derniers devenir la neuvième nation éliminée des phases suivantes de la coupe du monde. Sans grande surprise, l'Afrique du Sud, une des grandes favorites de la compétition, assure facilement son match (score 66 -7), dont pas moins de sept essais marqués en première mi-temps (gagnant même le bonus offensif dès la dix-huitième minute), tandis que l'équipe canadienne débordée physiquement en première mi-temps se voit sanctionnée d'un carton rouge pour un plaquage dangereux à la 37e minute et finira la partie à 14.
En raison du typhon Hagibis, le match Italie-Nouvelle-Zélande est annulé et compté comme nul (0-0 et 2 points pour chaque équipe) selon les règles de la compétition. L'Italie, qui gardait une maigre chance de qualification en cas de victoire contre la Nouvelle-Zélande sans bonus pour cette dernière, est donc éliminée sans jouer son dernier match. Sa troisième place lui assure néanmoins une qualification automatique pour la prochaine édition. La Nouvelle-Zélande, large favorite, termine première et l'Afrique du Sud, deuxième.
Pour des raisons identiques, le match pour l'honneur d'éviter la dernière place de la poule entre le Canada et la Namibie est également annulé, la Namibie termine quatrième grâce à une meilleure différence de points, mais du fait de l'annulation de ce match voit s'envoler ses espoirs de remporter sa première victoire lors d'une rencontre en coupe du monde. De son côté, l'équipe du Canada se distingue en aidant la population à nettoyer les  rues de Kamaishi.
| Rang | Pays             | J | V | N | D | Bo | Bd | Pm  | Pe  | Diff | Pts |
| ---- | ---------------- | - | - | - | - | -- | -- | --- | --- | ---- | --- |
| 1    | Nouvelle-Zélande | 3 | 3 | 0 | 0 | 2  | 0  | 157 | 22  | +135 | 16¹ |
| 2    | Afrique du Sud   | 4 | 3 | 0 | 1 | 3  | 0  | 185 | 36  | +149 | 15  |
| 3    | Italie           | 3 | 2 | 0 | 1 | 2  | 0  | 98  | 78  | +20  | 12¹ |
| 4    | Namibie          | 3 | 0 | 0 | 3 | 0  | 0  | 34  | 175 | -141 | 2¹  |
| 5    | Canada           | 3 | 0 | 0 | 3 | 0  | 0  | 14  | 177 | -163 | 2¹  |

¹ La Nouvelle-Zélande, l'Italie, la Namibie et le Canada ayant eu un match annulé pour cause de typhon, ont reçu chacun 2 points pour leur match non joué.

#### Poule C
La poule C, considérée par la presse française comme la « poule de la Mort », est constituée de l'Angleterre championne du monde en 2003, de la France triple finaliste de la compétition et de l'Argentine double demi-finaliste et même troisième de l'édition 2007. La poule est complétée par les États-Unis et les Tonga.
La poule C commence par un match décisif entre deux prétendants directs aux quarts de finale, la France et l'Argentine. La France s'impose 23 à 21, après une excellente première mi-temps suivie d'une seconde période beaucoup plus difficile, qui voit les Argentins passer devant au score à moins d'un quart d'heure du coup de sifflet final. C'est un drop de Camille Lopez à dix minutes de la fin qui condamne les Argentins à un exploit contre les Anglais pour espérer la qualification. De leur côté, les Anglais débutent cette Coupe du monde en battant facilement les Tonga 35 à 3 et le XV à la Rose prend la tête de la poule grâce au point de bonus offensif acquis contre les îliens. Ces mêmes Anglais enchaînent ensuite contre les États-Unis et s'imposent facilement avec le bonus offensif (45-7). Après avoir fait le plein de points contre les nations les plus « abordables » de son groupe, le XV de la Rose peut maintenant préparer ses deux matches les plus importants face aux Pumas puis face au XV de France. Pour son second match, l'Argentine s'impose avec le bonus offensif contre les Tonga (28-12), et reprend provisoirement la seconde place du groupe devant la France qui accuse un match de retard sur ses principaux concurrents.
À quarante-huit heures du match de la France contre les États-Unis d'Amérique, World Rugby a averti les deux équipes de l'arrivée d'un typhon sur la région de Fukuoka. Le règlement prévoit qu'un match de poule qui ne peut se jouer le jour même est annulé, sans possibilité de report. En cas d'annulation du match, les deux équipes marqueraient chacune deux points, ce qui bouleverserait le classement de la poule. À la veille du match, la menace semble cependant s'éloigner. Ce match voit la France s'imposer (33-9) et empocher le point du bonus offensif.
Dans le match de la dernière chance pour l'Argentine, face à l'Angleterre, les Pumas débutent bien mais sont rapidement entravés par un carton rouge dans les vingt premières minutes de jeu. L'Argentine craque et s'incline 39 à 10, elle est pratiquement éliminée de la Coupe du monde, à moins que le XV de France ne s'incline face aux Tonga puis face à l'Angleterre, auquel cas les Argentins pourraient décrocher une seconde place inespérée en battant les États-Unis. L'Angleterre quant à elle est la première nation officiellement qualifiée en quart de finale. Ils défendent leur première place lors de leur dernier match face à la France. La France obtient quant à elle son billet pour les quarts de finale en battant difficilement les Tonga (23-21), éliminant par la même occasion les trois autres équipes de la poule C (États-Unis, Argentine et Tonga). Au sortir de ce match, les médias français sont relativement critiques à l'égard de l'équipe de France : le quotidien Le Monde estimant ainsi que « Maladroit et indiscipliné, le XV de France a fini par s’imposer dans la douleur face aux Tongiens, finissant le match avec deux petits points d’avance ». À l'inverse, certains joueurs français n'ont pas manqué de souligner le bon résultat des Tricolores, alors qu'avant la compétition, on doutait de leur capacité de « sortir de leur poule ». Ainsi Wencelsas Lauret snobe la presse en ne répondant aux questions des journalistes que par « Je s’appelle Groot ».
Bien que certaines équipes telles que la Nouvelle-Zélande, l'Afrique du Sud ou encore le pays de Galles soient pratiquement qualifiées à ce stade de la compétition, la France n'en reste pas moins la deuxième nation, derrière l'Angleterre, officiellement qualifiée pour les quarts de finale.
Pour son dernier match, l'Argentine dispose facilement des États-Unis (47-17) et sort de la compétition avec deux victoires bonifiées et deux défaites. L'Argentine, bien qu'éliminée du tournoi à la suite de la troisième victoire de la France, s'assure la troisième place de la poule, et donc une qualification automatique pour la Coupe du monde 2023.
En raison du typhon Hagibis, le match France-Angleterre est annulé et compté comme nul (0-0 et deux points pour chaque équipe) selon les règles de la compétition. La France et l'Angleterre terminent donc respectivement deuxième et première de leur poule sans avoir joué entre elles, alors qu'une éventuelle victoire française aurait inversé ce classement.
Les États-Unis jouent leur dernier match contre les Tonga pour éviter la dernière place du groupe mais, après une bonne entame américaine, c'est les Tonga qui s'imposent (31-19) en décrochant en toute fin de match le point de bonus offensif. Les États-Unis finissent derniers de la poule en n'inscrivant aucun point. Les Tongiens finissent quatrièmes avec six points et une seule victoire. L'Angleterre et la France finissent en tête du groupe et se qualifient donc pour les quarts de finale, tandis que l'Argentine échoue à la troisième place, qualificative pour la Coupe du monde 2023.
| Rang | Pays       | J | V | N | D | Bo | Bd | Pm  | Pe  | Diff | Pts |
| ---- | ---------- | - | - | - | - | -- | -- | --- | --- | ---- | --- |
| 1    | Angleterre | 3 | 3 | 0 | 0 | 3  | 0  | 119 | 20  | +99  | 17¹ |
| 2    | France     | 3 | 3 | 0 | 0 | 1  | 0  | 79  | 51  | +28  | 15¹ |
| 3    | Argentine  | 4 | 2 | 0 | 2 | 2  | 1  | 106 | 91  | +15  | 11  |
| 4    | Tonga      | 4 | 1 | 0 | 3 | 1  | 1  | 67  | 105 | -38  | 6   |
| 5    | États-Unis | 4 | 0 | 0 | 4 | 0  | 0  | 52  | 156 | -104 | 0   |

¹ Le match entre l'Angleterre et la France ayant été annulé pour cause de typhon, ces deux équipes ont reçu chacune 2 points pour le match non joué.

#### Poule D
La poule est constituée de l'Australie, du pays de Galles et de la Géorgie, complétée par les Fidji et l'Uruguay.
Le premier match voit les Australiens affronter les Fidjiens et, à la surprise générale, ces derniers imposent leur densité physique et surprennent les Wallabies en menant à la mi-temps. Ils encaissent 3 essais en 10 minutes aux alentours de l'heure de jeu et s'inclinent assez largement 39-21, donnant le bonus offensif aux Australiens. De leur côté, les Gallois disposent facilement de la Géorgie 43-14 en marquant six essais et en obtenant le bonus offensif ainsi que la tête de la poule. L'entrée dans le tournoi de l'Uruguay est, sans nul doute, l'un des plus beaux exploits de la compétition, puisque les Sud-Américains s'imposent face aux Fidji, 10e nation mondiale, 30-27, et signent ainsi la troisième victoire de leur histoire en coupe du monde après celles contre l'Espagne en 1999 et la Géorgie en 2003. Toutefois, les Teros ne rééditent pas l'exploit face à une équipe de Géorgie combative et puissante et s'inclinent 33-7.
Mais la grande affiche du groupe concerne l'Australie et le pays de Galles. Et ce sont les Gallois qui s'imposent après une fin de match très serrée, 25-29. Le « XV du poireau » s'est notamment appuyé sur une première période de très haute volée avant de lutter contre le sursaut australien en deuxième mi-temps. Les Gallois s'offrent ainsi le luxe d'une probable première place et qui leur ferait affronter le deuxième de la poule C en quart de finale. L'Australie, quant à elle, devra assurer ses deux derniers matchs avant un quart de finale contre le vainqueur de la poule C. Parallèlement les Fidji décrochent leur première victoire face à la Géorgie 45-10 et se relancent dans la course à la troisième place grâce au point de bonus offensif. L'Australie assure quant à elle l'essentiel face à l'Uruguay, sans réellement briller et s'impose 45-10. La victoire de l'Australie s'avère néanmoins décisive pour les équipes de l'Uruguay et de la Géorgie qui ne peuvent désormais plus espérer aucune qualification possible en quart de finale, et ceci quelles que soient les issues des prochains matchs du groupe D.
Pour leur troisième match, les Gallois s'imposent 29-17 contre les Fidjiens, après avoir été menés 0-10 en concédant deux essais dans les neuf premières minutes. Cette victoire bonifiée leur permet de se qualifier officiellement pour les quarts de finale, mais aussi de reprendre la tête de la poule. Elle qualifie également l'Australie qui ne peut plus être rejointe. Les Fidjiens, quant à eux, sont éliminés du tournoi et, à ce moment, classés en troisième place de la poule, mais une éventuelle victoire des Uruguayens ou des Géorgiens lors des derniers matchs pourrait les priver d'une qualification automatique pour la coupe du monde suivante.
Les matchs de la poule D s'achèvent au moment où le typhon Hagibis approche des côtes d'Honshu ; c'est sous des trombes d'eau, deux jours plus tard, que les Australiens font face aux Géorgiens à Shizuoka. Les conditions climatiques difficiles (préfigurant l'intensité de la tempête qui vient) rendent la mise en place du jeu difficile, avec beaucoup de déchets et de ballons manqués. Les Australiens, néanmoins, assurent une victoire bonifiée malgré une très solide défense géorgienne. Le match Pays de Galles-Uruguay a lieu deux jours plus tard à Kumamoto, sur l'île de Kyushu, relativement épargnée par la tempête, alors que le typhon s'éloigne des côtes nord du Japon. Les Gallois, ayant joué leur troisième match quatre jours plus tôt, souhaitent se préserver pour ce match sans grande valeur pour eux (seule une défaite sans bonus verrait ces derniers relégués à la deuxième place du classement et donc jouer l'Angleterre en quart de finale) et alignent une équipe B pour la rencontre. Cette équipe ne domine que de 7 points à 3 face aux Teros à la mi-temps, et ne parviendra à triompher laborieusement avec le bonus qu'en seconde moitié de deuxième mi-temps en intensifiant les actions face à des Uruguayens vaillants mais finalement dépassés physiquement.
Ces deux derniers matchs ne changent rien au classement de la poule D : les Gallois finissent premiers au classement, les Australiens seconds et les Fidjiens maintiennent leur troisième place, assurant leur présence pour la coupe du monde suivante qui aura lieu en France.
| Rang | Pays           | J | V | N | D | Bo | Bd | Pm  | Pe  | Diff | Pts |
| ---- | -------------- | - | - | - | - | -- | -- | --- | --- | ---- | --- |
| 1    | Pays de Galles | 4 | 4 | 0 | 0 | 3  | 0  | 136 | 69  | +67  | 19  |
| 2    | Australie      | 4 | 3 | 0 | 1 | 3  | 1  | 136 | 68  | +68  | 16  |
| 3    | Fidji          | 4 | 1 | 0 | 3 | 2  | 1  | 110 | 108 | +2   | 7   |
| 4    | Géorgie        | 4 | 1 | 0 | 3 | 1  | 0  | 65  | 122 | -57  | 5   |
| 5    | Uruguay        | 4 | 1 | 0 | 3 | 0  | 0  | 60  | 140 | -80  | 4   |

### Phase à élimination directe

#### Règlement
En cas d'égalité entre les deux équipes à la fin du temps réglementaire, le match se poursuit pendant deux périodes de dix minutes de prolongations. Si l'égalité persiste, une nouvelle prolongation de dix minutes a lieu, cette fois-ci suivant le principe de la « mort subite ». Enfin, si aucune équipe ne marque, elles sont départagées par une épreuve de tirs au but.

#### Tableau final
|  | Quarts de finale           | Quarts de finale              |                              |                              | Demi-finales                  | Demi-finales                  |    |  | Finale                        | Finale                        |
|  | Quarts de finale           | Quarts de finale              |                              |                              | Demi-finales                  | Demi-finales                  |    |  | Finale                        | Finale                        |
|  |                            |                               |                              |                              |                               |                               |    |  |                               |                               |
|  | le 19 octobre 2019 à Ōita  | le 19 octobre 2019 à Ōita     |                              |                              | le 26 octobre 2019 à Yokohama | le 26 octobre 2019 à Yokohama |    |  | le 2 novembre 2019 à Yokohama | le 2 novembre 2019 à Yokohama |
|  | le 19 octobre 2019 à Ōita  | le 19 octobre 2019 à Ōita     |                              |                              | le 26 octobre 2019 à Yokohama | le 26 octobre 2019 à Yokohama |    |  | le 2 novembre 2019 à Yokohama | le 2 novembre 2019 à Yokohama |
|  | Angleterre                 | 40                            |                              |                              | le 26 octobre 2019 à Yokohama | le 26 octobre 2019 à Yokohama |    |  | le 2 novembre 2019 à Yokohama | le 2 novembre 2019 à Yokohama |
|  | Angleterre                 | 40                            |                              |                              | le 26 octobre 2019 à Yokohama | le 26 octobre 2019 à Yokohama |    |  | le 2 novembre 2019 à Yokohama | le 2 novembre 2019 à Yokohama |
|  | Australie                  | 16                            |                              |                              | le 26 octobre 2019 à Yokohama | le 26 octobre 2019 à Yokohama |    |  | le 2 novembre 2019 à Yokohama | le 2 novembre 2019 à Yokohama |
|  | Australie                  | 16                            | Angleterre                   | 19                           |                               |                               |    |  | le 2 novembre 2019 à Yokohama | le 2 novembre 2019 à Yokohama |
|  | le 19 octobre 2019 à Tokyo |                               | Angleterre                   | 19                           |                               |                               |    |  | le 2 novembre 2019 à Yokohama | le 2 novembre 2019 à Yokohama |
|  |                            | Nouvelle-Zélande              | 7                            |                              |                               |                               |    |  | le 2 novembre 2019 à Yokohama | le 2 novembre 2019 à Yokohama |
|  | Nouvelle-Zélande           | Nouvelle-Zélande              | 7                            | 46                           |                               |                               |    |  | le 2 novembre 2019 à Yokohama | le 2 novembre 2019 à Yokohama |
|  | Nouvelle-Zélande           |                               |                              | 46                           |                               |                               |    |  | le 2 novembre 2019 à Yokohama | le 2 novembre 2019 à Yokohama |
|  | Irlande                    | 14                            |                              |                              |                               |                               |    |  | le 2 novembre 2019 à Yokohama | le 2 novembre 2019 à Yokohama |
|  | Irlande                    | 14                            | Angleterre                   | 12                           |                               |                               |    |  |                               |                               |
|  | le 20 octobre 2019 à Ōita  |                               | Angleterre                   | 12                           |                               |                               |    |  |                               |                               |
|  |                            | Afrique du Sud                | 32                           |                              |                               |                               |    |  |                               |                               |
|  | Pays de Galles             | Afrique du Sud                | 32                           | 20                           |                               |                               |    |  |                               |                               |
|  | Pays de Galles             | le 27 octobre 2019 à Yokohama |                              | 20                           |                               |                               |    |  |                               |                               |
|  | France                     | 19                            |                              |                              |                               |                               |    |  |                               |                               |
|  | France                     | 19                            | Pays de Galles               | 16                           |                               |                               |    |  |                               |                               |
|  | le 20 octobre 2019 à Tokyo | le 20 octobre 2019 à Tokyo    | Pays de Galles               | 16                           | Match pour la 3e place        | Match pour la 3e place        |    |  |                               |                               |
|  | le 20 octobre 2019 à Tokyo | le 20 octobre 2019 à Tokyo    |                              | Afrique du Sud               | Match pour la 3e place        | Match pour la 3e place        | 19 |  |                               |                               |
|  | Japon                      | 3                             | le 1er novembre 2019 à Tokyo | le 1er novembre 2019 à Tokyo |                               |                               | 19 |  |                               |                               |
|  | Japon                      | 3                             | le 1er novembre 2019 à Tokyo | le 1er novembre 2019 à Tokyo |                               |                               |    |  |                               |                               |
|  | Afrique du Sud             | 26                            |                              | Nouvelle-Zélande             | 40                            |                               |    |  |                               |                               |
|  | Afrique du Sud             | 26                            |                              | Nouvelle-Zélande             | 40                            |                               |    |  |                               |                               |
|  |                            |                               |                              |                              |                               |                               |    |  | Pays de Galles                | 17                            |
|  |                            |                               |                              |                              |                               |                               |    |  | Pays de Galles                | 17                            |

#### Quarts de finale
| 19 octobre 2019 16 h 15 JST | Angleterre | 40 – 16 (17 - 9) | Australie | Stade d'Ōita 36 954 spectateurs Arbitre : Jérôme Garcès |
| 19 octobre 2019 16 h 15 JST | Essai(s) : 4 May (18e, 21e), Sinckler (46e), Watson (76e) Transformation(s) : 4 Farrell (19e, 23e, 47e, 77e) Pénalité(s) : 4 Farrell (30e, 51e, 66e, 73e) |                  | Essai(s) : 1 Koroibete (43e) Transformation(s) : 1 Lealiifano (44e) Pénalité(s) : 3 Lealiifano (12e, 26e, 41e) | Stade d'Ōita 36 954 spectateurs Arbitre : Jérôme Garcès |
| 19 octobre 2019 16 h 15 JST | |                  | | Stade d'Ōita 36 954 spectateurs Arbitre : Jérôme Garcès |

Pour le premier quart de finale, l'Angleterre, première du groupe C, affronte l'Australie, seconde du groupe D. Les deux équipes se jaugent et il faut attendre la 12e minute pour que l'Australie ouvre le score, par la botte de Lealiifano, 0-3. Les Anglais réagissent cinq minutes plus tard. En bout de ligne, Johnny May marque le premier essai du match, transformé par Owen Farrell : 7-3. Les Australiens sont aux portes des 22 adverses quand Henri Slade intercepte le ballon et poursuit au pied pour la course de son ailier Johnny May qui marque un doublé. La transformation de Farrell permet aux Anglais de mener 14-3 après moins de 25 minutes de jeu. Peu avant la demi-heure de jeu, Lealiifano réduit le score sur pénalité 14-6, avant qu'Owen Farrell n'ajoute à son tour trois points. Lealiifano ajoute ensuite trois nouveaux points. À la mi-temps l'Angleterre domine son adversaire 17-9. Au retour des vestiaires, les Australiens sont les premiers à marquer. Sur une belle passe sautée de Kurtley Beale, Petaia rejoue intérieur et permet à Koroïbete de déborder les Anglais et de revenir au score. La transformation est réussie et l'Australie est de retour dans le match : 17-16. Mais les Anglais semblent supérieurs à tous les niveaux et, à peine trois minutes plus tard, le pilier Kyle Sinckler profite d'une superbe passe de son demi d'ouverture Owen Farrell, prend le trou et part marquer le troisième essai de son équipe, qui est ensuite transformé ; l'Angleterre reprend ainsi huit points d'avance (24-16). Owen Farrell, auteur de vingt points durant le match, ajoute trois pénalités (51e, 66e et 73e) et permet à ses coéquipiers de gérer facilement la fin de match en menant 33-16. Pour revenir, les Australiens doivent alors tenter le tout pour le tout mais, sur une relance de leur vingt-deux mètres, Anthony Watson intercepte le ballon et parachève le score. La transformation de Farrell est réussie, l'Angleterre s'impose largement 40-16 et se qualifie pour les demi-finales. L'Australie, clairement dominée, quitte la compétition en encaissant un sérieux revers de 40 points après avoir déjà connu un échec contre le Pays de Galles en phase de poule.
| 19 octobre 2019 19 h 15 JST | Nouvelle-Zélande | 46 – 14 (22 - 0) | Irlande                                                                           | Stade de Tokyo 46 686 spectateurs Arbitre : Nigel Owens |
| 19 octobre 2019 19 h 15 JST | Essai(s) : 7 A. Smith (14e, 20e), B. Barrett (32e), Taylor (48e), Todd (61e), Bridge (73e), J. Barrett (80e) Transformation(s) : 4 Mo'unga (15e, 21e, 49e, 74e) Pénalité(s) : 1 Mo'unga (6e) Carton(s) jaune(s) : 1 Todd (77e) |                  | Essai(s) : 2 Henshaw (69e), de pénalité (77e) Transformation(s) : 1 Carbery (70e) | Stade de Tokyo 46 686 spectateurs Arbitre : Nigel Owens |
| 19 octobre 2019 19 h 15 JST | |                  |                                                                                   | Stade de Tokyo 46 686 spectateurs Arbitre : Nigel Owens |

Dans le deuxième quart de finale, la Nouvelle-Zélande, double championne du monde en titre, affronte l'Irlande qui ne s'est jamais qualifiée pour les demi-finales d'une coupe du monde. Cependant, l'Irlande est la seule nation à avoir battu par deux fois la Nouvelle-Zélande ces deux dernières années. Aussi les coéquipiers de Kieran Read prennent ce match très au sérieux et marquent les premiers par la botte de Mo'unga. Alternant jeu au près et jeu au large, les All-Blacks marquent leur premier essai grâce à Aaron Smith. L'essai est transformé et la Nouvelle-Zélande mène 10-0. Ce même Aaron Smith récidive et marque un second essai en bout de ligne à la  20e minute. Après la transformation les All-Blacks mènent 17-0. Après un ballon cafouillé, la star néo-zélandaise, Beauden Barrett, remonte le terrain en dribbling et marque le troisième essai de son équipe. Celui-ci n'est pas transformé, mais l'Irlande, incapable de développer son jeu, rentre au vestiaire avec un large déficit de points : 22-0. La seconde mi-temps semble être à sens unique en faveur des Océaniens. Ainsi les Néo-Zélandais marquent deux essais supplémentaires grâce à Cody Taylor et Matt Todd. L'Irlande est menée 34-0 et voit à vingt minutes de la fin du match ses chances de se qualifier réduites à néant. Pourtant Robbie Henshaw sauve l'honneur en inscrivant un essai, qui est transformé, à dix minutes de la fin du match. L'Irlande est alors menée 34-7. Les Néo-Zélandais répliquent aussitôt par George Bridge qui marque le sixième essai de son équipe. Transformé, il permet à son équipe de mener 41-7. L'Irlande pleine d’orgueil, marque un essai de pénalité à trois minutes de la fin du match. Mais les All Blacks ont le dernier mot avec un ultime essai, sur le gong, signé Jordy Barrett.
La Nouvelle-Zélande se qualifie donc largement 46-14 et retrouve l'Angleterre, elle aussi impressionnante face à l'Australie, en demi-finale. Une fois encore l'Irlande échoue en quart de finale, clairement surclassée par le grand favori de la compétition.
| 20 octobre 2019 16 h 15 JST | Pays de Galles | 20 - 19 (10 - 19) | France | Stade d'Ōita 34 426 spectateurs Arbitre : Jaco Peyper |
| 20 octobre 2019 16 h 15 JST | Essai(s) : 2 Wainwright (12e), Moriarty (74e) Transformation(s) : 2 Biggar (13e, 75e) Pénalité(s) : 2 Biggar (20e, 54e) Carton(s) jaune(s) : 1 Moriarty (29e) |                   | Essai(s) : 3 Vahaamahina (5e), Ollivon (8e), Vakatawa (31e) Transformation(s) : 2 Ntamack (9e, 32e) Carton(s) rouge(s) : 1 Vahaamahina (49e) | Stade d'Ōita 34 426 spectateurs Arbitre : Jaco Peyper |
| 20 octobre 2019 16 h 15 JST | |                   | | Stade d'Ōita 34 426 spectateurs Arbitre : Jaco Peyper |

Le troisième quart de finale a la particularité d'opposer deux équipes invaincues : le pays de Galles, qui a gagné ses quatre matchs, et la France qui reste sur l'annulation de son dernier match de poule contre les Anglais. Les deux équipes ont comme autre point commun de n'avoir pas pour autant rassuré sur leur niveau de jeu. Ce sont les Gallois, vainqueurs du Grand Chelem lors du dernier Tournoi des Six Nations, qui partent favoris contre une équipe de France qui n'a plus enchaîné cinq victoires consécutives depuis la Coupe du monde 2011. Ce sont pourtant les Français qui dominent les premières minutes, concrétisant dès la cinquième minute de jeu par un essai de Sébastien Vahaamahina concluant une série de phases de jeu au ras sur la ligne d'en-but galloise. La transformation est repoussée par le poteau. Trois minutes seulement après, c'est à nouveau un avant français, Charles Ollivon, qui se trouve à la conclusion d'un mouvement offensif initié par une percée de Virimi Vakatawa. L'essai entre les poteaux est transformé sans difficulté. Malgré l'emprise française sur le ballon, les Gallois reviennent au score avec opportunisme, exploitant efficacement un ballon d'attaque perdu au sol. Aaron Wainwright récupère le ballon, franchit la ligne française qui n'a pas eu le temps de se replacer défensivement et, d'une course de cinquante mètres, aplatit sous les poteaux pour un essai aisément converti. Les débats s'équilibrent, les Gallois reprenant de l'allant offensif. Une pénalité les ramène à deux points après vingt minutes de jeu. Le XV de France reprend l'initiative. Sur du jeu au large, le pays de Galles est sanctionné pour un plaquage haut et son auteur, Ross Moriarty, expulsé pour dix minutes à la 29e minute, une infériorité numérique que les Français exploitent pour marquer un troisième essai par Virimi Vakatawa, essai transformé à nouveau. Poursuivant sur leur lancée, les Français obtiennent une pénalité dans le camp gallois, mais le coup de pied rencontre de nouveau le poteau gallois. À la mi-temps, le XV de France mène logiquement, 19-10. Au retour des vestiaires, un temps de jeu plutôt défavorable aux Français ordinairement, le match reprend pourtant sur les mêmes bases de possession et de domination territoriale. Camille Lopez manque une tentative de drop à la 44e minute de jeu. Seulement quatre minutes plus tard, le fait de jeu du match qui marque un tournant dans la partie survient lorsqu'un nouveau ballon d'attaque français est gâché par une faute d'antijeu de Vahaamahina, un coup de coude au visage d'un joueur gallois à quelques mètres de l'en-but, sanctionné d'une expulsion logique. Les Gallois se dégagent, puis obtiennent une pénalité dans le camp français, convertie pour revenir à hauteur d'un essai transformé. Bien que la dynamique française soit nettement ralentie, le jeu au pied français prend le dessus sur celui du pays de Galles, permettant aux Français de s'introduire deux fois dans les 22 mètres adverses mais sans parvenir à marquer. Les Gallois sont plus efficaces, et leurs incursions répétées dans le camp français finissent par payer en toute fin de match lorsqu'une mêlée française à 5 mètres de son en-but est renversée par les avants gallois qui en profitent pour marquer l'essai transformé de la victoire par Ross Moriarty à la 74e minute. Les dernières minutes sont à l'avantage des Gallois, qui gèrent la possession du ballon et s'imposent sur la plus petite marge possible. 
| 20 octobre 2019 19 h 15 JST | Japon                        | 3 - 26 (3 - 5) | Afrique du Sud | Stade de Tokyo 48 831 spectateurs Arbitre : Wayne Barnes |
| 20 octobre 2019 19 h 15 JST | Pénalité(s) : 1 Tamura (19e) |                | Essai(s) : 3 Mapimpi (3e), (69e), Klerk (65e) Transformation(s) : 1 Pollard (65e) Pénalité(s) : 3 Pollard (43e, 48e, 63e) Carton(s) jaune(s) : 1 Mtawarira (9e) | Stade de Tokyo 48 831 spectateurs Arbitre : Wayne Barnes |
| 20 octobre 2019 19 h 15 JST |                              |                | | Stade de Tokyo 48 831 spectateurs Arbitre : Wayne Barnes |

Le quatrième quart de finale de cette coupe du monde oppose le Japon, qualifié pour la première fois de son histoire pour les phases finales, à l'Afrique du Sud, deux fois championne du monde. La rencontre est symboliquement importante car, lors de la coupe du monde précédente, le Japon avait battu l'Afrique du Sud lors des phases de poule, l'un des plus grands exploits de l'histoire du rugby à XV. La première mi-temps est marquée par un essai sud-africain à la troisième minute, sur une percée de Makazole Mapimpi. Par la suite, les Japonais monopolisent le ballon et enchaînent les phases offensives sans jamais parvenir à concrétiser. À la suite d'une pénalité de Yu Tamura, la première mi-temps se conclut sur un score de 5-3 en faveur des Springboks. La seconde mi-temps tourne progressivement à l'avantage des sud-africains, qui font craquer physiquement les Brave Blossoms, obtenant dans un premier temps trois pénalités transformées par Handré Pollard avant que Makazole Mapimpi et Faf de Klerk n'inscrivent deux nouveaux essais aux 65e et 69e, permettant à l'Afrique du sud d'accéder aux demi-finales en s'imposant largement sur le score final de 26 à 3.

#### Demi-finales
| 26 octobre 2019 17 h 00 JST | Angleterre                                                                                             | 19 - 7 (10 - 0) | Nouvelle-Zélande                                             | Stade international de Yokohama 68 843 spectateurs Arbitre : Nigel Owens |
| 26 octobre 2019 17 h 00 JST | Essai(s) : 1 Tuilagi (2e) Transformation(s) : 1 Farrell (3e) Pénalité(s) : 4 Ford (40e, 49e, 62e, 69e) |                 | Essai(s) : 1 Savea (56e) Transformation(s) : 1 Mo'unga (57e) | Stade international de Yokohama 68 843 spectateurs Arbitre : Nigel Owens |
| 26 octobre 2019 17 h 00 JST | |                 |                                                              | Stade international de Yokohama 68 843 spectateurs Arbitre : Nigel Owens |

| 27 octobre 2019 18 h 00 JST | Pays de Galles                                                                                        | 16 - 19 (6 - 9) | Afrique du Sud                                                                                                 | Stade international de Yokohama 67 750 spectateurs Arbitre : Jérôme Garcès |
| 27 octobre 2019 18 h 00 JST | Essai(s) : 1 Adams (64e) Transformation(s) : 1 Halfpenny (65e) Pénalité(s) : 3 Biggar (17e, 38e, 45e) |                 | Essai(s) : 1 de Allende (56e) Transformation(s) : 1 Pollard (57e) Pénalité(s) : 4 Pollard (14e, 19e, 34e, 75e) | Stade international de Yokohama 67 750 spectateurs Arbitre : Jérôme Garcès |
| 27 octobre 2019 18 h 00 JST | |                 | | Stade international de Yokohama 67 750 spectateurs Arbitre : Jérôme Garcès |

#### Match pour la3eplace
| 1er novembre 2019 18 h 00 JST | Nouvelle-Zélande | 40 - 17 (28 - 10) | Pays de Galles | Stade de Tokyo 48 842 spectateurs Arbitre : Wayne Barnes |
| 1er novembre 2019 18 h 00 JST | Essai(s) : 6 Moody (4e), Barrett (12e), Smith (32e, 40e), Crotty (41e), Mo'unga (75e) Transformation(s) : 5 Mo'unga (6e, 13e, 33e, 41e, 43e) |                   | Essai(s) : 2 Amos (18e), Adams (58e) Transformation(s) : 2 Patchell (20e), Biggar (60e) Pénalité(s) : 1 Patchell (26e) | Stade de Tokyo 48 842 spectateurs Arbitre : Wayne Barnes |
| 1er novembre 2019 18 h 00 JST | |                   | | Stade de Tokyo 48 842 spectateurs Arbitre : Wayne Barnes |

#### Finale
| 2 novembre 2019 18 h 00 JST | Angleterre                                   | 12 - 32 (6 - 12) | Afrique du Sud | Stade international de Yokohama 70 103 spectateurs Arbitre : Jérôme Garcès |
| 2 novembre 2019 18 h 00 JST | Pénalité(s) : 4 Farrell (22e, 34e, 51e, 59e) |                  | Essai(s) : 2 Mapimpi (66e), Kolbe (73e) Transformation(s) : 2 Pollard (67e, 74e) Pénalité(s) : 6 Pollard (9e, 25e, 38e, 42e, 45e, 57e) | Stade international de Yokohama 70 103 spectateurs Arbitre : Jérôme Garcès |
| 2 novembre 2019 18 h 00 JST |                                              |                  | | Stade international de Yokohama 70 103 spectateurs Arbitre : Jérôme Garcès |

## Statistiques

### Meilleurs marqueurs d'essais
| Rang | Joueur             | Pays             | Essais |
| ---- | ------------------ | ---------------- | ------ |
| 1    | Josh Adams         | Pays de Galles   | 7      |
| 2    | Makazole Mapimpi   | Afrique du Sud   | 6      |
| 3    | Kotaro Matsushima  | Japon            | 5      |
| 4    | Julián Montoya     | Argentine        | 4      |
| 4    | Kenki Fukuoka      | Japon            | 4      |
| 6    | Beauden Barrett    | Nouvelle-Zélande | 3      |
| 6    | Jordie Barrett     | Nouvelle-Zélande | 3      |
| 6    | Andrew Conway      | Irlande          | 3      |
| 6    | Luke Cowan-Dickie  | Angleterre       | 3      |
| 6    | Dane Haylett-Petty | Australie        | 3      |
| 6    | George Horne       | Écosse           | 3      |
| 6    | Cheslin Kolbe      | Afrique du Sud   | 3      |
| 6    | Marika Koroibete   | Australie        | 3      |
| 6    | Jonny May          | Angleterre       | 3      |
| 6    | Bongi Mbonambi     | Afrique du Sud   | 3      |
| 6    | Cobus Reinach      | Afrique du Sud   | 3      |
| 6    | Manu Tuilagi       | Angleterre       | 3      |
| 6    | Telusa Veainu      | Tonga            | 3      |

### Meilleurs réalisateurs
| Rang | Joueur           | Équipe           | Points | Essais | Transf. | Pén. | Drops |
| ---- | ---------------- | ---------------- | ------ | ------ | ------- | ---- | ----- |
| 1    | Handré Pollard   | Afrique du Sud   | 69     | 0      | 9       | 16   | 1     |
| 2    | Owen Farrell     | Angleterre       | 58     | 0      | 11      | 12   | 0     |
| 3    | Richie Mo'unga   | Nouvelle-Zélande | 54     | 1      | 20      | 3    | 0     |
| 4    | Yu Tamura        | Japon            | 51     | 0      | 9       | 11   | 0     |
| 5    | Dan Biggar       | Pays de Galles   | 41     | 0      | 10      | 6    | 1     |
| 6    | Josh Adams       | Pays de Galles   | 35     | 7      | 0       | 0    | 0     |
| 7    | George Ford      | Angleterre       | 32     | 0      | 5       | 4    | 0     |
| 8    | Jordie Barrett   | Nouvelle-Zélande | 31     | 3      | 8       | 0    | 0     |
| 9    | Felipe Berchesi  | Uruguay          | 30     | 0      | 6       | 6    | 0     |
| 9    | Makazole Mapimpi | Afrique du Sud   | 30     | 6      | 0       | 0    | 0     |

### Bilan par équipe
Outre les quatre premiers, les équipes sont classées (à titre indicatif) selon :
1. la phase de la compétition atteinte
2. le classement à l'issue du premier tour
3. les points de classement à l'issue du premier tour
4. la différence de points sur l'ensemble de la compétition.

| Rang                           | Phase                          | Équipe                         | Résultats | Résultats | Résultats | Résultats | Résultats | Résultats | Résultats | Essais | Essais | Essais | Poule | Poule | Bonus | Bonus | Sanctions | Sanctions | CDM 2015     |
| Rang                           | Phase                          | Équipe                         | J         | V         | N         | D         | PM        | PE        | Diff.     | EM     | EE     | Diff.  | Rang  | Pts   | Off.  | Déf.  |           |           | CDM 2015     |
| ------------------------------ | ------------------------------ | ------------------------------ | --------- | --------- | --------- | --------- | --------- | --------- | --------- | ------ | ------ | ------ | ----- | ----- | ----- | ----- | --------- | --------- | ------------ |
| 1                              | Vainqueure                     | Afrique du Sud                 | 7         | 6         | 0         | 1         | 262       | 67        | +195      | 33     | 4      | +29    | 2e    | 15    | 3     | 0     | 1         | 0         | Troisième    |
| 2                              | Finaliste                      | Angleterre                     | 7         | 5         | 1         | 1         | 190       | 75        | +115      | 22     | 5      | +17    | 1re   | 17    | 3     | 0     | 0         | 0         | 3e de poule  |
| 3                              | Troisième                      | Nouvelle-Zélande               | 7         | 5         | 1         | 1         | 250       | 72        | +178      | 35     | 6      | +29    | 1re   | 16    | 2     | 0     | 3         | 0         | Vainqueure   |
| 4                              | Quatrième                      | Pays de Galles                 | 7         | 5         | 0         | 2         | 189       | 147       | +42       | 22     | 19     | +3     | 1er   | 19    | 3     | 0     | 3         | 0         | 1/4 finale   |
| 5                              | 1/4 finale                     | Japon                          | 5         | 4         | 0         | 1         | 118       | 88        | +30       | 13     | 10     | +3     | 1er   | 19    | 3     | 0     | 0         | 0         | 3e de poule  |
| 6                              | 1/4 finale                     | Irlande                        | 5         | 3         | 0         | 2         | 135       | 73        | +62       | 20     | 9      | +11    | 2e    | 16    | 3     | 1     | 1         | 1         | 1/4 finale   |
| 7                              | 1/4 finale                     | Australie                      | 5         | 3         | 0         | 2         | 152       | 108       | +44       | 21     | 10     | +11    | 2e    | 16    | 3     | 1     | 3         | 0         | Finaliste    |
| 8                              | 1/4 finale                     | France                         | 5         | 3         | 1         | 1         | 98        | 71        | +27       | 12     | 7      | +5     | 2e    | 15    | 1     | 0     | 0         | 1         | 1/4 finale   |
| 9                              | 3e poule B                     | Italie                         | 4         | 2         | 1         | 1         | 98        | 78        | +20       | 14     | 11     | +3     | 3e    | 12    | 2     | 0     | 0         | 1         | 3e de poule  |
| 10                             | 3e poule A                     | Écosse                         | 4         | 2         | 0         | 2         | 119       | 55        | +64       | 16     | 8      | +8     | 3e    | 11    | 2     | 1     | 0         | 0         | 1/4 finale   |
| 11                             | 3e poule C                     | Argentine                      | 4         | 2         | 0         | 2         | 106       | 91        | +15       | 14     | 13     | +1     | 3e    | 11    | 2     | 1     | 0         | 1         | Quatrième    |
| 12                             | 3es poule D                    | Fidji                          | 4         | 1         | 0         | 3         | 110       | 108       | +2        | 17     | 14     | +3     | 3es   | 7     | 2     | 1     | 3         | 0         | 4es de poule |
| 13                             | 4es poule C                    | Tonga                          | 4         | 1         | 0         | 3         | 67        | 105       | -38       | 9      | 13     | -4     | 4es   | 6     | 1     | 1     | 0         | 0         | 4es de poule |
| 14                             | 4e poule D                     | Géorgie                        | 4         | 1         | 0         | 3         | 65        | 122       | -57       | 9      | 18     | -9     | 4e    | 5     | 1     | 0     | 1         | 0         | 3e de poule  |
| 15                             | 4es poule A                    | Samoa                          | 4         | 1         | 0         | 3         | 58        | 128       | -70       | 8      | 15     | -7     | 4es   | 5     | 1     | 0     | 5         | 1         | 4es de poule |
| 16                             | 4e poule B                     | Namibie                        | 4         | 0         | 1         | 3         | 34        | 175       | -141      | 3      | 27     | -24    | 4e    | 2     | 0     | 0     | 2         | 0         | 5e de poule  |
| 17                             | 5e poule D                     | Uruguay                        | 4         | 1         | 0         | 3         | 60        | 140       | -80       | 6      | 22     | -16    | 5e    | 4     | 0     | 0     | 1         | 1         | 5e de poule  |
| 18                             | 5e poule B                     | Canada                         | 4         | 0         | 1         | 3         | 14        | 177       | -163      | 2      | 26     | -24    | 5e    | 2     | 0     | 0     | 1         | 1         | 5e de poule  |
| 19                             | 5es poule C                    | États-Unis                     | 4         | 0         | 0         | 4         | 52        | 156       | -104      | 7      | 23     | -16    | 5es   | 0     | 0     | 0     | 0         | 1         | 5es de poule |
| 20                             | 5e poule A                     | Russie                         | 4         | 0         | 0         | 4         | 19        | 160       | -141      | 1      | 24     | -23    | 5e    | 0     | 0     | 0     | 3         | 0         | Absente      |
| Total                          | Total                          | Total                          | 48        | 45        | 3         | 45        | 2 196     | 2 196     | 0         | 284    | 284    | 0      | –     | 198   | 32    | 6     | 27        | 8         | –            |
| Moyenne (pour 45 matchs joués) | Moyenne (pour 45 matchs joués) | Moyenne (pour 45 matchs joués) | –         | –         | –         | –         | 48,8      | 48,8      | –         | 6,3    | 6,3    | –      | –     | –     | –     | –     | 0,6       | 0,2       | –            |

## Partenaires
| Partenaires mondiaux   | Emirates, Heineken, Land Rover, Société générale, DHL, MasterCard |
| Mécènes officiels      | Canon, Secom, Taisho Pharmaceutical, Toto                         |
| Fournisseurs officiels | Gilbert, Rolex                                                    |

## Diffuseurs
- Australie - Fox Sports/ network 10[34]
- Nouvelle-Zélande - TVNZ (via l'achat 12 matchs à Spark Sport[35] à l'exclusion notable de la diffusion de la petite finale[36]) et Spark Sport.
- République d'Irlande – eirSport[37]
- Royaume-Uni – ITV[38]
- États-Unis – NBC Sports[39]
- France – Groupe TF1 (TF1 et TMC)[40],[41],[42] (Métropole) / France Télévisions - Réseau Outre-mer La 1ère groupe France Télévisions (DROM-COM)
- Japon – IGBS[43]
- Italie – RAI et Sky Sport Italia
- Danemark,  Finlande,  Norvège et  Suède – Nordic Entertainment Group[44]